# Прагоне (Павија)
Прагоне је насеље у Италији у округу Павија, региону Ломбардија.
Према процени из 2011. у насељу је живело 28 становника. Насеље се налази на надморској висини од 178 м.